# Christina Maslach

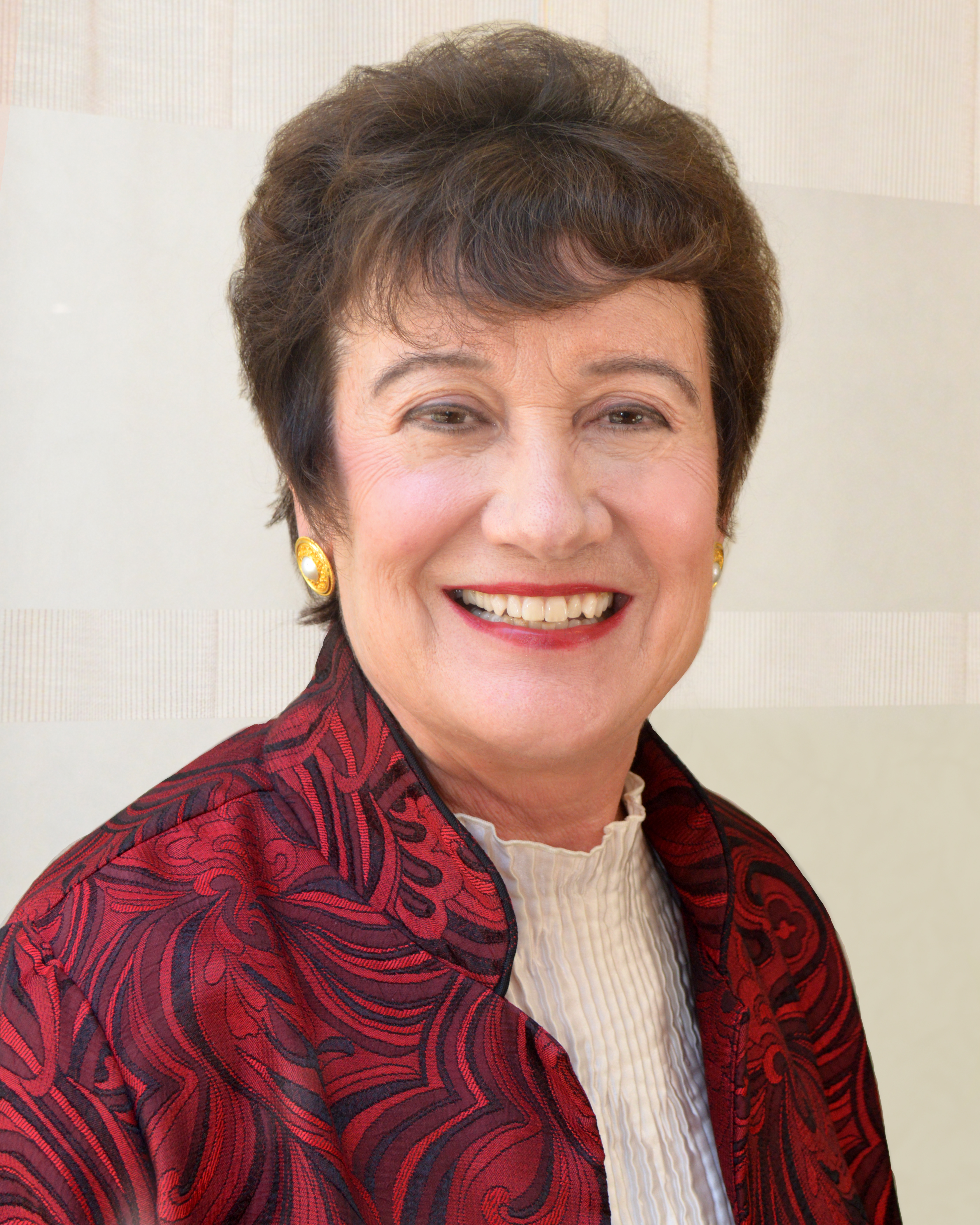
Christina Maslach, 2017

Christina Maslach (* 21. Januar 1946 in San Francisco, Kalifornien) ist eine emeritierte Professorin für Psychologie an der University of California in Berkeley (USA).
Sie hat maßgeblich zur Erforschung des Burnout-Syndroms beigetragen und das Maslach Burnout Inventory, einen Fragebogen, entwickelt, der zu dessen Diagnostik genutzt wird.
1971 erwirkte Maslach, dass der Sozialpsychologe Philip Zimbardo, ihr damaliger Partner und seit 1972 ihr Ehemann, das außer Kontrolle geratene Stanford-Prison-Experiment abbrach.
2020 erhielt Maslach den NAS Award for Scientific Reviewing.

## Publikationen (Auswahl)
- Christina Maslach, Susan E. Jackson: The Maslach Burnout Inventory Manual. Consulting Psychologists Press, Palo Alto, CA 1986.
- Christina Maslach, Susan E. Jackson, Michael P. Leiter: The Maslach Burnout Inventory Manual. 2. Auflage. Consulting Psychologists Press, Palo Alto, CA 1996.
- Michael P. Leiter, Christina Maslach: Burnout erfolgreich vermeiden. Sechs Strategien, wie Sie Ihr Verhältnis zur Arbeit verbessern, dt. von Barbara Lidauer. Springer, Wien, New York 2007, ISBN 978-3-211-48635-1.
- Christina Maslach, Michael P. Leiter: Die Wahrheit über Burnout. Stress am Arbeitsplatz und was Sie dagegen tun können, dt. von Barbara Lidauer. Springer, Wien, New York 2001, ISBN 978-3-211-83572-2.